# Wyomingterritoriet
Wyomingterritoriet (engelska: Wyoming Territory) var ett amerikanskt territorium, som fanns under perioden 25 juli 1868-10 juli 1890. Det bildades genom ett kongressbeslut 1868 ur delar av dåvarande Dakotaterritoriet, Idahoterritoriet, och Utahterritoriet. Huvudstad var Cheyenne. De yttre gränserna var samma som den senare delstaten Wyomings. Vid territoriets bildande pågick bygget av den första Transamerikanska järnvägen genom Wyoming.
1890 upptogs Wyoming som USA:s 44:e delstat.

## Bakgrund
Wyomings nuvarande territorium har infogats i USA genom flera olika beslut, som delar av Louisianaköpet, Oregon Country och de mexikanska landområden som avträddes i freden i Guadalupe Hidalgo. Innan dess tillhörde delar av området i perioder Brittiska Nordamerika, franska Louisiana, Nya Spanien, Mexiko och republiken Texas. Från det att det glest befolkade området helt kom under amerikansk kontroll var det först del av Washingtonterritoriet, Oregonterritoriet, Idahoterritoriet, Dakotaterritoriet, Nebraskaterritoriet och Utahterritoriet, fram till dess att Wyomingterritoriet bildades.
Wyomingterritoriets östra del, öster om Nordamerikanska vattendelaren i Klippiga bergen, blev del av USA genom Louisianaköpet 1803 och organiserades som del av Nebraskaterritoriet 1854. Ur Nebraskaterritoriets norra del bildades Dakotaterritoriet 2 mars 1861, vilket då inkluderade den nordöstra delen av det blivande Wyomingterritoriet. Den sydöstra delen förblev del av Nebraskaterritoriet, som en förlängning av Nebraskas nuvarande "handtag". När Idahoterritoriet bildades 1863 inkluderade det hela nuvarande Idaho och Montana samt hela nuvarande delstaten Wyoming med undantag för den sydvästra delen.
Väster om den nordamerikanska vattendelaren var nuvarande Wyoming norr om 42:a breddgraden del av Oregon Country, som 1848 organiserades till Oregonterritoriet. När Oregon blev en delstat 1859 blev de delar av nuvarande Wyoming som tillhört Oregonterritoriet istället del av Washingtonterritoriet. 1863 blev även detta område del av Idahoterritoriet.
Den sydvästra delen av det blivande Wyomingterritoriet, söder om 42:a breddgraden, avträddes av Mexiko till USA genom freden i Guadalupe Hidalgo 1848. Den östligaste delen av detta område tillhörde det område som republiken Texas gjorde anspråk på. 1851 blev området söder om 42:a breddgraden och väster om vattendelaren del av Utahterritoriet och när Coloradoterritoriet bildades söder om nuvarande Wyoming 1861 överfördes området öster om bergen till Nebraskaterritoriet och därefter till Idahoterritoriet. Det sydvästligaste hörnet av Wyoming var del av Utah fram till att Wyomingterritoriet slutligen organiserades 1868.
När Montanaterritoriet bildades norr om nuvarande Wyoming 1864 kom den sydöstra delen av Idahoterritoriet, som motsvarar huvuddelen av nuvarande Wyoming, att under en kortare period fram till 1868 att åter bli del av Dakotaterritoriet. En del längst i väster kom dock att förbli del av Idahoterritoriet.

## Historia
| År   | Befolkning | ±%      |
| ---- | ---------- | ------- |
| 1870 | 9 118      | —       |
| 1880 | 20 789     | +128,0% |
| 1890 | 62 555     | +200,9% |

President Andrew Johnson undertecknade Wyoming Organic Act den 25 juli 1868. I och med detta trädde lagen som skapade Wyomingterritoriet i kraft, under överförande av land från Dakota-, Idaho- och Utahterritorierna. Den 17 april 1869 konstituerades territoriets regering. Samma år infördes kvinnlig rösträtt i territoriet, som ett led i att göra territoriet mer attraktivt för nybyggare. Ett senare försök genom majoritetsbeslut att återkalla lagen om kvinnlig rösträtt föll då guvernören inlade sitt veto; territoriets legislatur saknade en röst för att upphäva vetot och lagen förblev därmed i kraft.
Wyomingterritoriet indelades 1872 i fem countyn som var arrangerade i smala remsor från territoriets norra gräns till dess södra: från väster Uinta County, Sweetwater County, Carbon County, Albany County och Laramie County.
Den 10 juli 1890, sju dagar efter att Idahoterritoriet upptagits som delstat i unionen, blev även Wyomingterritoriet upptaget i unionen genom president Benjamin Harrisons signatur.

### Fotnoter
1. ↑  ”Wyoming” (på engelska). World Statesmen. http://www.worldstatesmen.org/US_states_V-W.html#Wyoming. Läst 20 juli 2015.